# Legrandia concinna
Legrandia es un género monotípico de plantas con flores que pertenece a la familia Myrtaceae. Su única especie: luma del norte, luma blanca o Legrandia concinna (Phil.) Kausel, Revista Argent. Agron. 11: 322 (1944), es originaria del centro Chile.

## Descripción
Es un árbol que alcanza un tamaño de hasta 8 m de altura, brotes jóvenes con pelos blanquecinos; las ramas jóvenes cuadrangulares. Corteza exfoliante con delgadas láminas irregulares de color rojo-anaranjado revelando
parches blancos. Hojas 2-5,5 x 0,8-3 cm, elípticas-oblongas, ovadas-elípticas, obovadas, ápice obtuso a redondeado, base obtusa, cuneada o acuminada.  Pedúnculos unifloros, solitarios en la axila de las hojas.  Cuatro pétalos, márgenes ciliados, blancos. Frutos de 1,5-5 cm, subglobosos, amarillos; semillas generalmente solitarias, a veces de 2-5 por fruto.

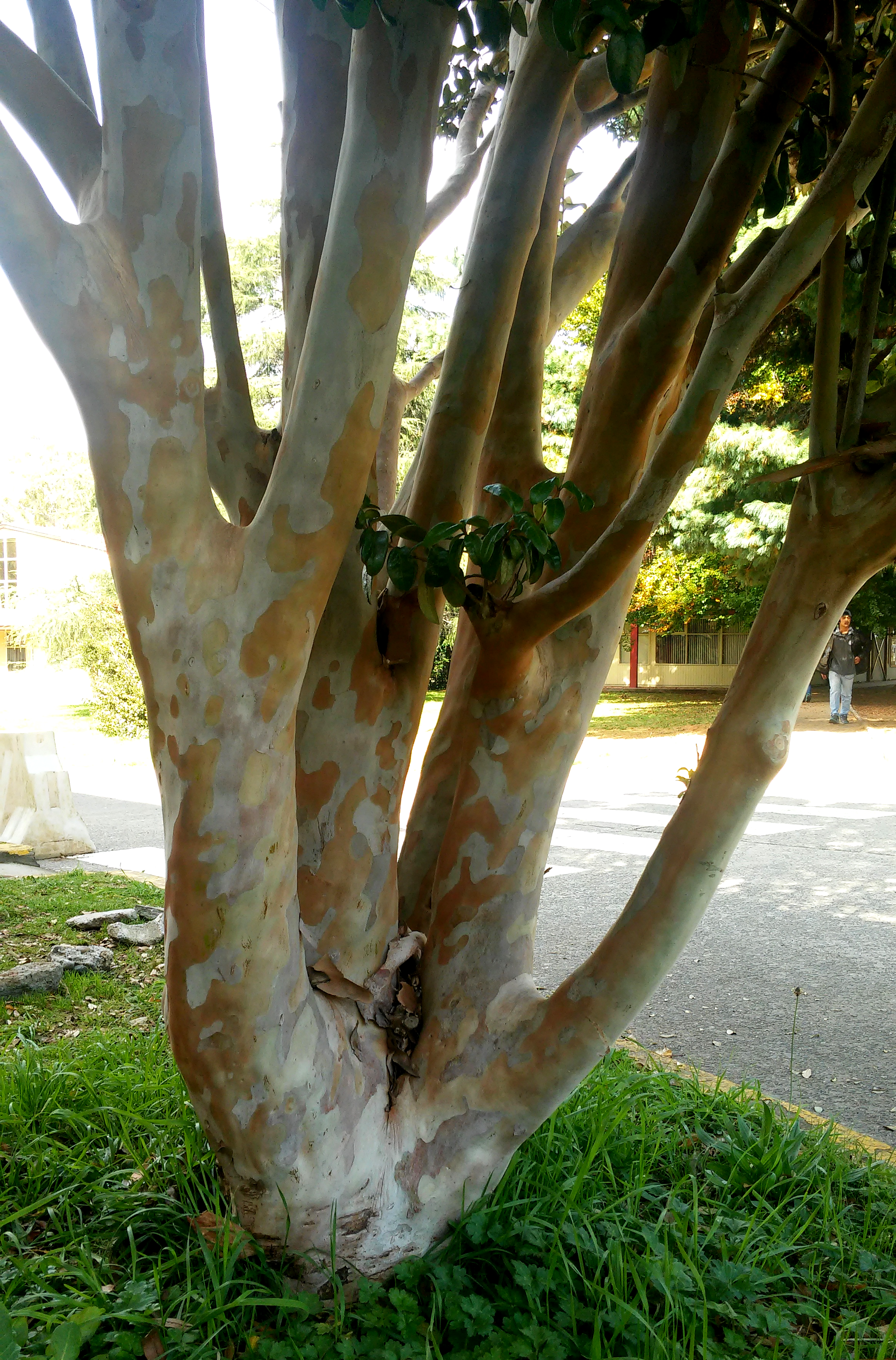
Corteza de L. concinna (Luma del norte).
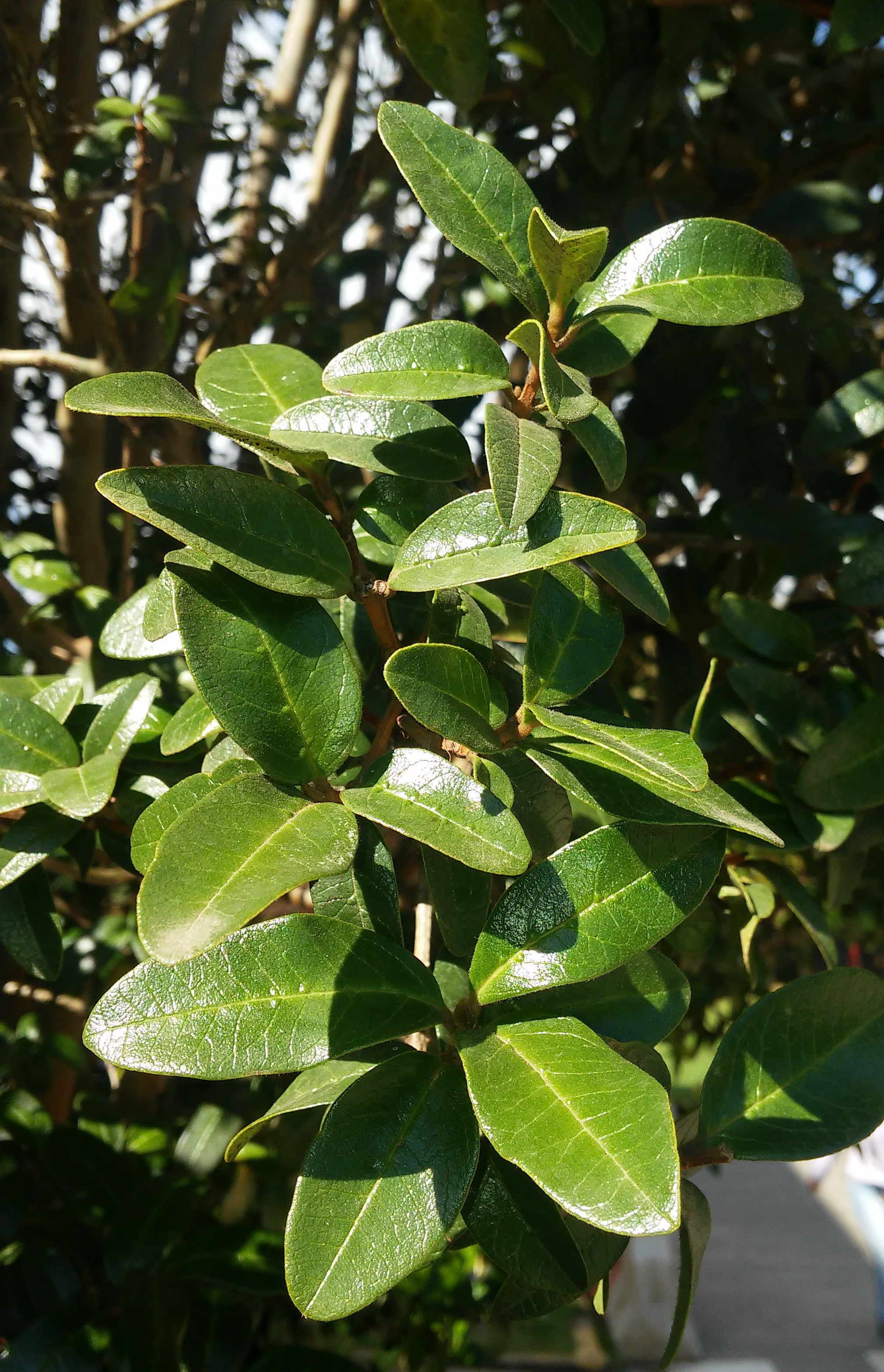
Hojas de L. concinna (Luma del norte).
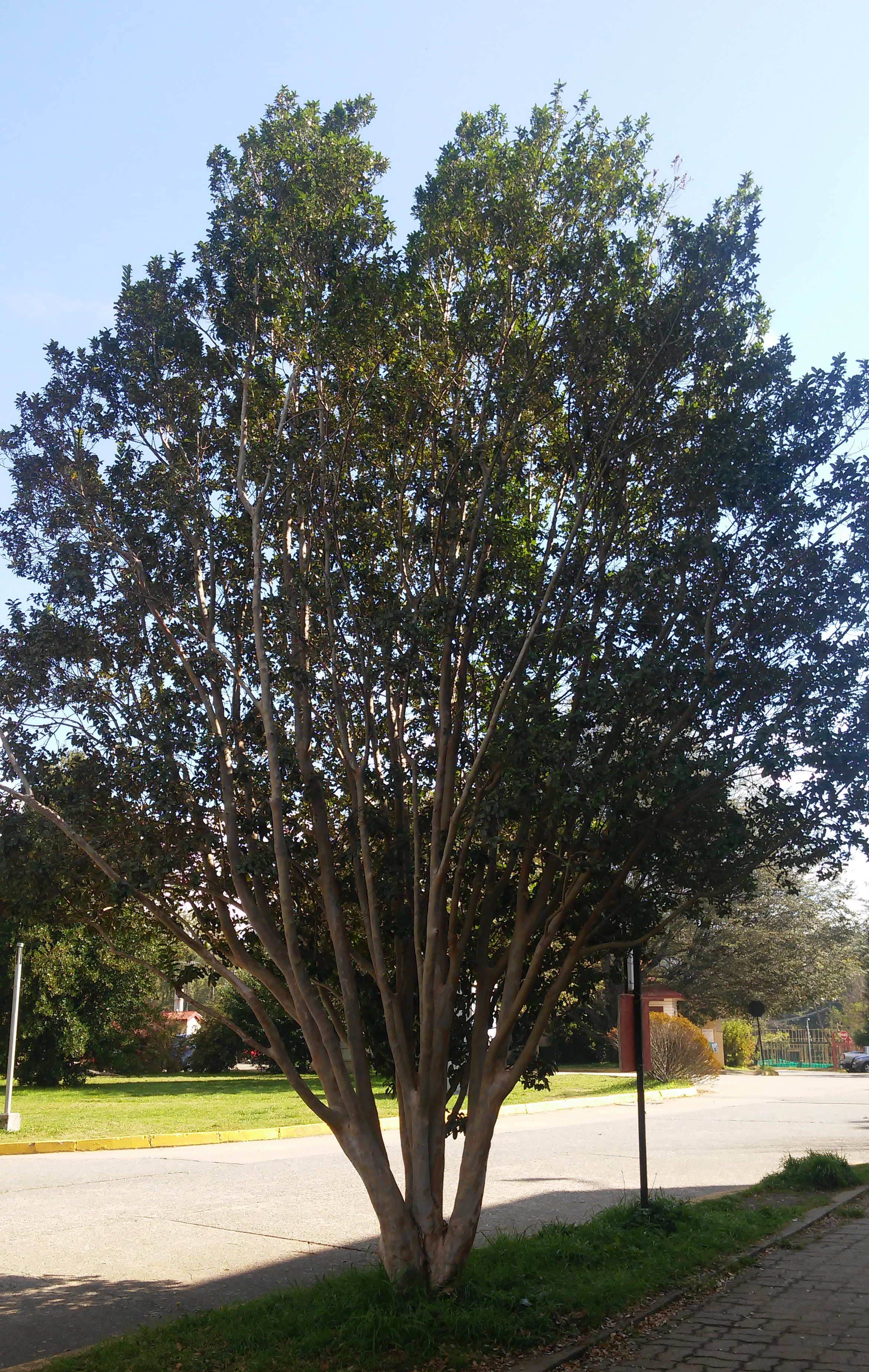
Aspecto arbóreo de L. concinna.

## Distribución y hábitat
Especie arbórea endémica de Chile, monoespecífica, que se distribuye por la Cordillera de los Andes y Precordillera desde la Región del Maule (provincia de Talca) hasta la Región de Ñuble. Aparece en un rango altitudinal entre los 400 y 1.000 m s.n.m., y generalmente crece en rodales puros bien definidos, bajo bosques densos cercanos a cursos de agua. A menudo crece bajo bosques dominados por Nothofagus glauca y Nothofagus obliqua. También puede crecer en asociación con Aextoxicon punctatum, Cryptocarya alba, Laurelia sempervirens, Lomatia hirsuta, Luma apiculata, Nothofagus dombeyi, Nothofagus nervosa, Persea lingue y Quillaja saponaria en los bosques de galería.

## Taxonomía
Legrandia concinna fue descrita por (Phil.) Kausel y publicado en Revista Argentina de Agronomía 9: 322. 1944.
Sinonimia
- Eugenia concinna Phil., Linnaea 28: 640 (1857).
- Luma concinna (Phil.) Herter, Revista Sudamer. Bot. 7: 218 (1943).[2][5]